# Mundo Nuevo
Mundo Nuevo est la capitale de la paroisse civile de Libertador de la municipalité de Pedro María Freites dans l'État d'Anzoátegui au Venezuela.